# Lycosa tasmanicola
Lycosa tasmanicola är en spindelart som beskrevs av Roewer 1951. Lycosa tasmanicola ingår i släktet Lycosa och familjen vargspindlar.
Artens utbredningsområde är Tasmanien. Inga underarter finns listade i Catalogue of Life.